# Myrmarachne aureonigra
Myrmarachne aureonigra är en spindelart som beskrevs av Edmunds, Prószynski 2003. Myrmarachne aureonigra ingår i släktet Myrmarachne och familjen hoppspindlar. Inga underarter finns listade i Catalogue of Life.